# Registro de Antigüedades de Suecia
El Registro de Antigüedades (en sueco: Fornminnesregistret), El Sistema de Información sobre Antigüedades es el Registro de Antigüedades de la Oficina Nacional de Antigüedades. Contiene todos los restos antiguos inventariados anteriormente en Suecia (poco más de 1,5 millones), que datan de la Edad de Piedra hasta el siglo XX. Anteriormente, el registro se mantenía en carpetas y en mapas asociados, pero hoy es digital y se llama Sistema de información sobre memorias antiguas (FMIS).
La información se origina en los inventarios que se hicieron en relación con la SGU y comenzó a publicar sus mapas geológicos en la década de 1860. Cuando comenzaron los antiguos inventarios de memoria en 1938, la información comenzó a registrarse en el mapa financiero y, junto con él, comenzó la construcción de lo que se convirtió en el registro de previsión analógico.

## FMIS
El FMIS es un registro digital de antigüedades en forma de un sistema de información geográfica que contiene información sobre las antigüedades permanentes y otros restos culturales e históricos conocidos hasta ahora de Suecia. Desde 1999, se ha iniciado un proyecto para traducir todo el Registro la Memoria Analógico a formato digital. El FMIS en su forma completa está actualmente disponible solo para profesionales en el sector del entorno cultural.

## Objetivo del FMIS
Además del registro completo de antigüedades digitales, también hay un servicio de búsqueda disponible al público, que, sin embargo, no contiene toda la información de FMIS. Este servicio de búsqueda se llama FMIS Fornsök. Como FMIS Fornsök no está completo, no se puede utilizar como base para tomar decisiones sobre la intervención en restos antiguos, que en su lugar es administrado por la junta administrativa del condado.